# С отличие
„С отличие“ (на английски: With Honors) е американска комедийна драма от 1994 г. на режисьора Алек Кешишян, по сценарий на Уилям Мастросимоне, с участието на Брендън Фрейзър, Джо Пеши и Мойра Кели.